# GMX
GMX (Graphic Memory eXpander) je alternativní procesorová deska k počítači Scorpion ZS-256. Instaluje se do patice procesoru a teoreticky je možné použít i u jiných počítačů kompatibilních se ZX Spectrem. Umožňuje emulovat počítač Pentagon a Composit, po uložení dalších informací je možné emulovat i další počítače. Kromě grafického režimu ZX Spectra může pracovat v grafickém režimu 640 x 200, 16 barev podporovaným hardwarovým scrollerem. I v režimu 640 x 200 jsou k dispozici dvě oblasti videopaměti.
Procesorová deska může být vybavena 256 KiB až 2 MiB paměti RAM. Stránkování paměti RAM do 256 KiB je stejné jako u počítače Scorpion ZS-256, pokud je osazeno více paměti, je dále použito stránkování kompatibilní se stránkováním paměti počítače Profi. Díky kompatibilitě stránkování paměti se stránkováním paměti počítače Profi s touto procesorovou deskou fungují i programy určené pro tento počítač.
GMX je podporováno programy GMX Commander a ANSI Viewer.

## Technické informace
- procesor: Z80, 3,5 nebo 7 MHz,
- obvod Altera 7032/64 (rozšířená alternativa obvodu ULA),
- dva sloty pro paměťové moduly SIMM, může být osazeno až 2 MiB RAM,
- Flash EPROM: 512 KiB,
- obvod Flex 8000,
- grafický režim:
  - jako ZX Spectrum,
  - 640 x 200, 16 barev, hardwarový scroller.

### Používané porty
| port  | port | význam |
| 254   | xxFE | barva okraje |
| 255   | xxFF | hodnota právě vykreslovaného atributu |
| 32765 | 7FFD | stránkování paměti (jako Sinclair ZX Spectrum 128K+) |
| 8189  | 1FFD | rozšířené stránkování paměti (jako Scorpion ZS-256), navíc umožňuje přistránkovat paměť ROM s TR-DOSem (Betadisku)                                                               |
|       | 7EFD | zapnutí režimu turbo, řízení a programování FEPROM, zapnutí rozšířené grafiky, čtení stavu portů 7FFD, 1FFD a xx00                                                               |
|       | DFFD | rozšířené stránkování paměti RAM v oblasti od 49152 do 65535 |
|       | 78FD | číslo stránky RAM v adresovém prostoru od 32768 do 49151 (bit 1 je invertovaný)                                                                                                  |
|       | 7AFD | nižší bajt scrolleru rozšířené grafiky, čtení aktuálního čísla stránky paměti RAM v oblasti od 49152 do 65535 (stránka paměti RAM je nastavováno pomocí portů 7FFD, 1FFD a DFFD) |
|       | 7CFD | vyšší bity scrolleru rozšířené grafiky |
| 0     | xx00 | nastavení kompatibility s počítačem Pentagon, konfigurace GMX |